# Benard Kibet
Benard Kibet, född 25 november 1999, är en kenyansk friidrottare som tävlar i långdistanslöpning.

## Karriär
Vid VM i Budapest placerade han sig på en femteplats på 10 000 meter. Han är uttagen att tävla på 10 000 meter vid OS 2024.